# Alapınar, Kozan
Alapınar là một xã thuộc huyện Kozan, tỉnh Adana, Thổ Nhĩ Kỳ. Dân số thời điểm năm 2009 là 119 người.